# Chaetopteryx marinkovicae
Chaetopteryx marinkovicae är en nattsländeart som beskrevs av Malicky och Krusnik 1988. Chaetopteryx marinkovicae ingår i släktet Chaetopteryx och familjen husmasknattsländor. Inga underarter finns listade i Catalogue of Life.